# مباشرة إلى المستهلك

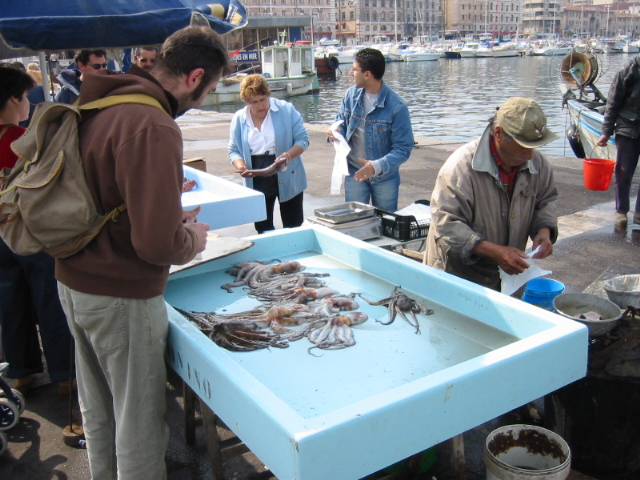
سوق السمك في الميناء القديم بمرسيليا، فرنسا

يشير مصطلح مباشر إلى المستهلك (بالإنجليزية: Direct-to-consumer)‏ (DTC) إلى بيع المنتجات مباشرة للعملاء، متجاوزًا أي تجار تجزئة أو تجار جملة أو أي وسطاء تابعين لجهات خارجية.
عادةً ما تُباع علامات التجارية مباشر إلى المستهلك عبر الإنترنت فقط وتتخصص في فئة منتجات معينة مثل واربي باركر.
فتحت بعض العلامات التجارية الموجهة للمستهلكين عددًا محدودًا من مساحات البيع بالتجزئة المادية في ملحق بمنصة التجارة الإلكترونية الرئيسية الخاصة بهم في نموذج أعمال طوب ونقرات.

## تاريخ
أصبح أسلوب الاتصال المباشر إلى المستهلك شائعًا بشكل كبير خلال فقاعة الإنترنت في أواخر التسعينيات عندما تم استخدامه بشكل أساسي للإشارة إلى تجار التجزئة عبر الإنترنت الذين باعوا المنتجات والخدمات للمستهلكين عبر الإنترنت.
يعود هذا النموذج إلى ما قبل النقل الحديث والكهرباء. يستهلك الناس في الغالب محليًا بسبب المسافات الجغرافية الكبيرة، والتي يمكنهم التغلب عليها إما سيرًا على الأقدام أو عن طريق الحصان، ولكن كلاهما عادة ما يستغرق أيامًا. لذلك، أقاموا علاقات مع أقرب مزودي السلع والخدمات وهذا هو الشكل الذي بدا عليه النموذج المباشر للمستهلك لأول مرة.
مع المزارعين كعمل تجاري، يمكن القول أن لديهم مجموعة صغيرة ولكن مخلصين من العملاء ويعملون على نطاق صغير. كانت العلاقات متينة وصحية، لأن تكاليف التبديل للعملاء كانت عالية جدًا، كما قيل، بسبب الحواجز الجغرافية وقلة عدد المنافسين. علاوة على ذلك، كان هناك مساحة أكبر لإضفاء الطابع الشخصي على العمليات التجارية حيث أن المزارعين (من بين آخرين، مثل خبير إصلاح الأحذية) يعرفون بالضبط من هم عملاؤهم وماذا يريدون.
ولكن مع ظهور العديد من وسائل النقل الأسرع وتوسع القرى إلى المدن، أصبح كل شيء أكثر ترابطًا. قبل ذلك، لم يفكر العملاء في الشراء من الشركات من القرى الأجنبية البعيدة، لكنهم بدأوا لاحقًا في التفكير فيما يعود عليهم بالفائدة أكثر، خاصة إذا اعتقد مقدموا الطعام / الخدمة المحليون أن أعمالهم لا يمكن أن تتعطل من قبل أي شخص آخر وتخلوا عن حذرهم. سأل المستهلكون أنفسهم ما إذا كانت تكاليف الشراء محليًا لا تزال أقل بكثير من تكاليف الشراء من مزارع أجنبي بغذاء أفضل. وسألوا أنفسهم ما إذا كان لا يستحق إنفاق موارد إضافية على وسائل النقل لإصلاح أحذيتهم بحيث تدوم طويلاً دون تمزيق، مقارنة بإصلاحها كل شهرين في إصلاح الأحذية المحلي؟ هذه هي الطريقة التي أصبح بها نموذج «مباشرةً إلى المستهلك» في النهاية أكثر ديناميكية وأوسع نطاقًا.
مع استمرار انتشار المدن ومع استمرار ظهور طرق نقل جديدة (باخرة، سيارات أولى، قطارات... إلخ)، بالإضافة إلى مراعاة التوسع في البنية التحتية للطرق والاختراعات مثل الكهرباء وكل ما جاء بعد ذلك، كان المستهلكون قادرين على الاختيار من بين مجموعة متنوعة من مزودي السلع والخدمات، والتي يمكن لمعظمهم الوصول إليها بتكاليف أقل بكثير من ذي قبل. تعقيباً على ذلك، تغيرت العلاقات بين العمل والمستهلك. لم تكن تستند إلى العلاقات الشخصية بين الاثنين، بل على خصائص المعاملة وما تعنيه لكل طرف (جودة و / أو ملاءمة السلعة / الخدمة للعميل والربح و / أو الكلمة الطيبة للأعمال). هذا يعني أن المواطن الذي لم يقطع شعره منذ شهور لن يذهب إلى حلاق معين لمجرد أنه يعرفه ويريد تعزيز عمله، ولكن بسبب جودة الخدمة التي يقدمها.
أدى ظهور الإنترنت إلى تعطيل نموذج الاتصال المباشر إلى المستهلك بشدة. العديد من الأنواع المختلفة من السلع والخدمات لم تكن الآن على بعد بنايات قليلة أو كيلومترات قليلة، ولكن نقرات قليلة بالماوس. بالإضافة إلى ذلك، زاد عدد مزودي نفس المنتج / الخدمة بشكل أكبر، مما جعل الاختلافات في أدائهم أضيق. الآن، كان على الشركات أن تبذل جهدًا إضافيًا لكسب العملاء الذين لديهم القوة في أيديهم والذين كان على الشركات أن تتكيف أكثر معهم. كانت هناك حاجة إلى بذل جهد إضافي في مجال التسويق (تحليل المستهلك / السوق، وإعادة تشكيل p4، وما إلى ذلك)، وإدارة علاقات العملاء وما إلى ذلك للتميز عن المنافسة وتأمين أكبر قدر من المبيعات حسب الحاجة للحفاظ على النشاط التجاري، مثل تكاليف تبديل وصل المستهلكون إلى أدنى مستوى له على الإطلاق. هذه هي الطريقة التي اكتسب بها نموذج «مباشرةً إلى المستهلك» ببطء الشكل الذي نعرفه اليوم.

## المميزات والعيوب
الميزة الرئيسية لـ «مباشرةً إلى المستهلك» هي تركيزها على العملاء، مما يوفر ولاءً أقوى للعلامة التجارية. العلاقات الجيدة مع العملاء ضرورية في هذه الحالة وجلب المزيد من العملاء المخلصين والحفاظ على مستوى عالٍ من الاحتفاظ. يتمتع الاتصال المباشر إلى المستهلك بتكاليف أقل مقارنةً بالتجزئة المادية، حيث أنه قلل من عدد مكونات الأعمال المختلفة مثل الموظفين، وتكلفة الشراء، والتأكيد بالبريد، واستئجار أو إنشاء متجر مادي.
يقوم هذا المفهوم ببيع المنتجات مباشرة للعملاء دون الحاجة إلى وسطاء وبهذا يتم إزالة عملاء الطرف الثالث في منتصف العملية. علاوة على ذلك، فقد جعلت إدارة الأعمال أسهل، بدون تسجيل معقد للمخزون أو الشحنات أو المعاملات التجارية. كما أنه يمكّن الشركات الصغيرة من التنافس مع الشركات الناجحة والكبيرة وكذلك النمو بشكل أسرع من خلال هذا النموذج. يمكن أن تكون التنافس من حيث السعر وتوافر المنتجات والجودة لأن التكاليف أقل.
تتمثل المخاطر الرئيسية في الاتصال المباشر للمستهلك عبر الإنترنت في توسيع مخاطر المسؤولية والمخاطر الإلكترونية وسلسلة التوريد الأكثر تعقيدًا. أولاً، البيع المباشر للعملاء يعرض الشركة لمخاطر كانت تتحملها في السابق أو عادة الموزعون مثل تجار الجملة وتجار التجزئة. على سبيل المثال، يتعين على الشركة أن تهتم بالشحن أو الملصقات أو الأمن السيبراني. هذا الأخير هو أحد المخاطر الرئيسية لإدارة شركة تجارة إلكترونية مباشرة إلى المستهلك بسبب حساسية التعامل مع بيانات المستهلكين. أصبحت خصوصية البيانات وأمنها إحدى الأولويات، خاصة في الأعمال التجارية عبر الإنترنت. الشاغل الرئيسي ليس فقط التعرض العالي للانتهاكات الأمنية ولكن مشاكل مثل بيع البيانات الشخصية وما إلى ذلك. وأخيرًا، يؤدي إجراء التجارة الإلكترونية مباشرة إلى المستهلك إلى زيادة تعقيد سلسلة التوريد نفسها، مما قد يشكل صعوبات إضافية للشركة نفسها. على سبيل المثال، يعني تغيير الأعمال التجارية من B2B إلى التعامل المباشر إلى المستهلك أنه بدلاً من البيع لعدد قليل من الموزعين فقط، يتعين عليك الآن بيع المنتجات للعديد من العملاء الأفراد. هذا يعني أن الشركة مسؤولة الآن عن توصيل المنتجات إلى أبواب عملائها مما يزيد من تعقيد سلسلة التوزيع ويشكل مخاطر إضافية.